# Dave Dean Capucao
Dave Dean Capucao (* 25. September 1965 in Daet, Bicol-Region) ist ein philippinischer römisch-katholischer Geistlicher und ernannter Prälat der Territorialprälatur Infanta.

## Leben
Er trat der Kongregation des Unbefleckten Herzens Mariens bei und studierte Philosophie an der St. Louis University in Baguio City und Theologie an der Maryhill School of Theology in Quezon City. Er trat in das Priesterseminar der Prälatur Infanta ein. Er erlangte einen Doktortitel in Theologie an der Radboud-Universität in Nijmegen (Niederlande) und einen Doktortitel in Katholischer Theologie an der Université catholique de Louvain (Belgien).
Am 3. Oktober 1994 wurde er zum Priester der Prälatur Infanta geweiht.
Am 16. Mai 2025 ernannte ihn Papst Leo XIV. zum Prälaten von Infanta.